# Xerocomellus

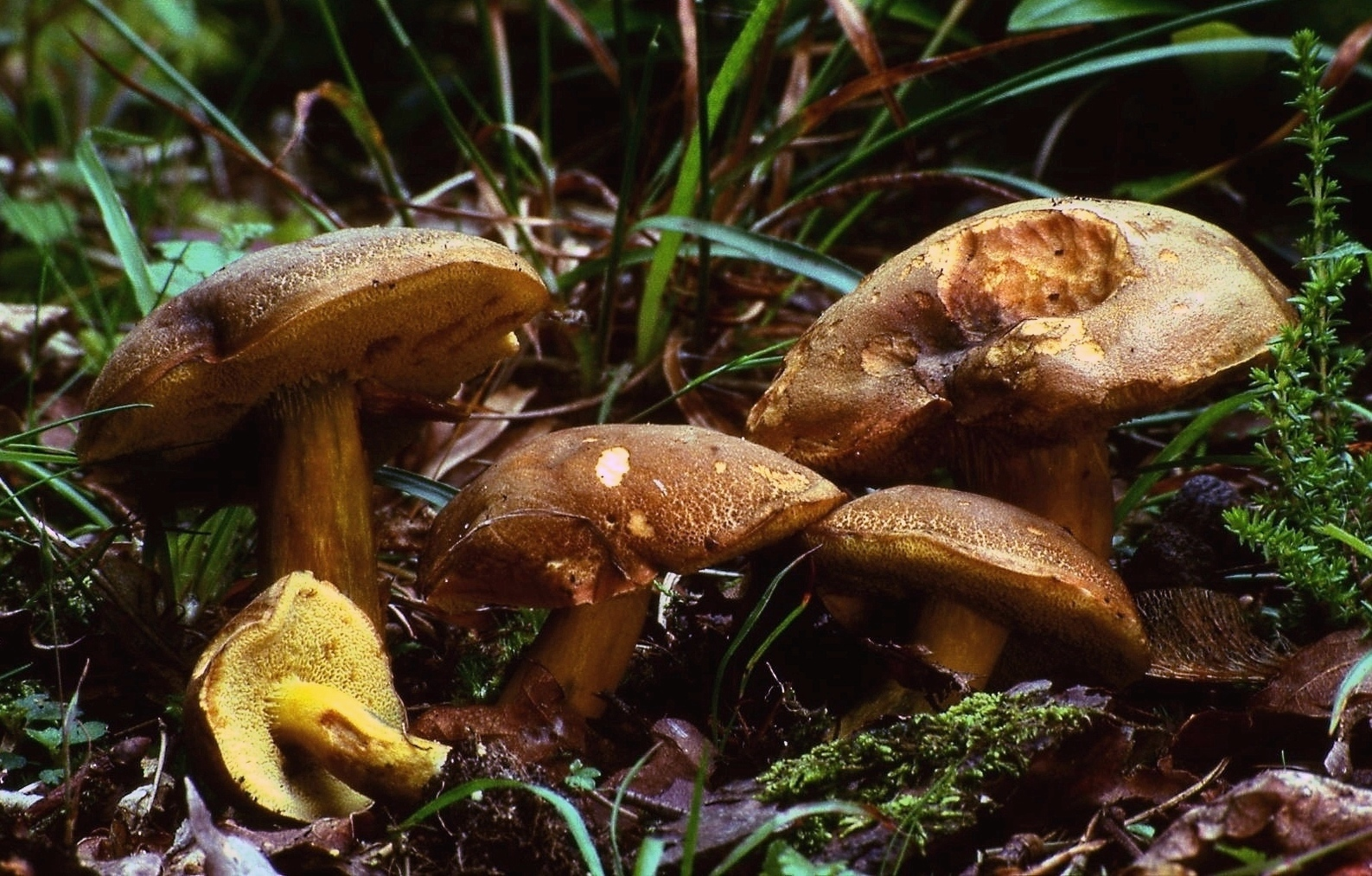
Xerocomellus porosporus

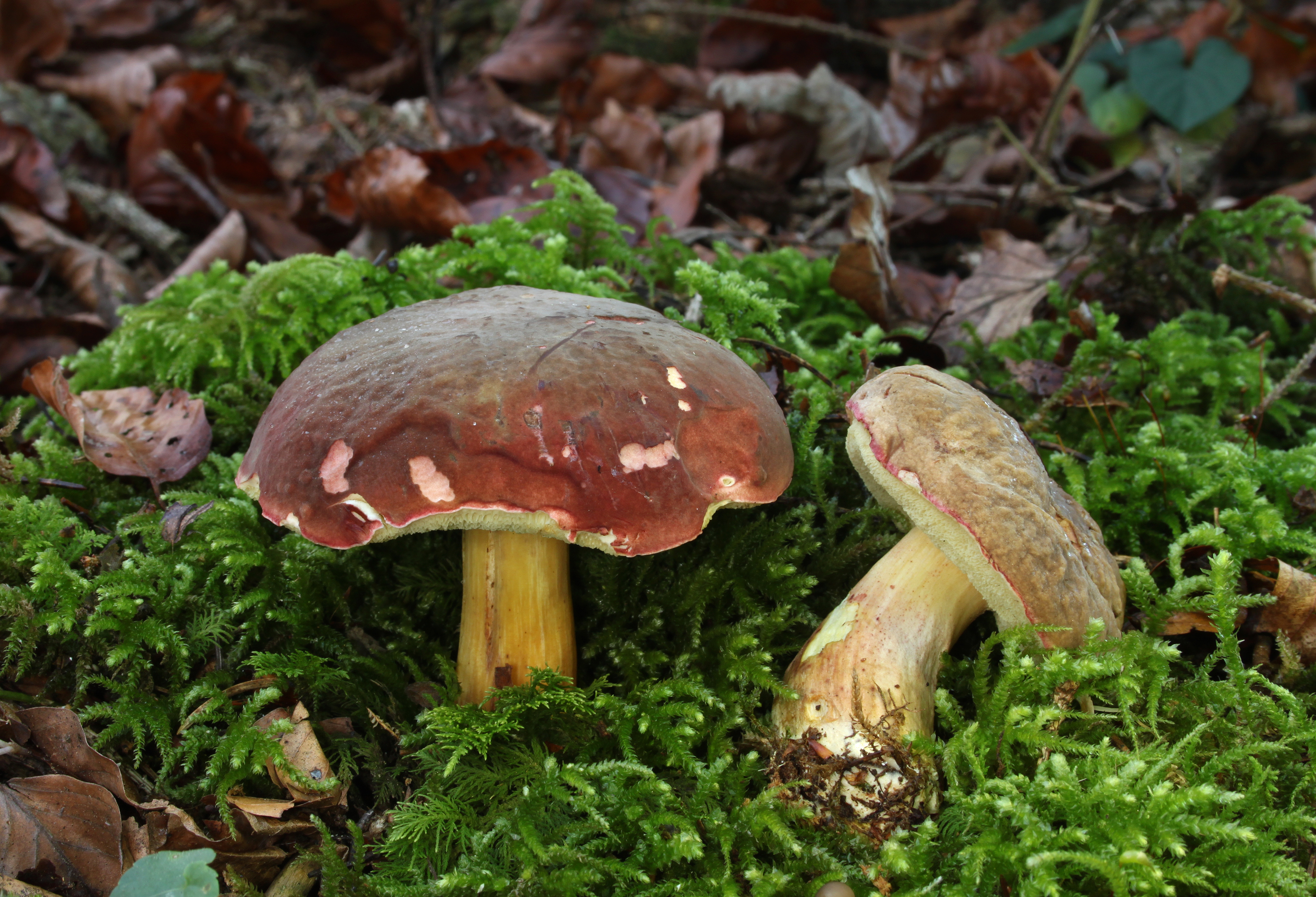
Xerocomellus pruinatus

Xerocomellus Šutara (suchogrzybek) – rodzaj grzybów wielkoowocnikowych należący do rodziny borowikowatych (Boletaceae), którego gatunkiem typowym jest Xerocomellus chrysenteron. Do tego rodzaju należą m.in. gatunki wcześniej klasyfikowane jako podgrzybki (Xerocomus).

## Charakterystyka
Grzyby z rodzaju Xerocomellus to organizmy ektomykoryzowe, których partnerami są drzewa liściaste i iglaste. Wytwarzają owocniki naziemne, złożone z kapelusza i trzonu. Kapelusz matowy, suchy, nigdy lepki (nawet zawilgocony), u młodych owocników gładki lub zamszowy. U części gatunków na starszych owocnikach spękany. Skórka kapelusza (pileipellis) u młodych owocników zbudowana jest z charakterystycznych, palisadowych komórek. Hymenofor rurkowaty. Rurki nie dłuższe niż 14 mm, prawie przylegające do trzonu lub lekko wgłębione wokół niego i zbiegające, jasnożółte do zielono-oliwkowych. Pory stosunkowo duże, ok. 1–2,5 mm, barwy rurek. Zarówno rurki, pory, jak i miąższ w większości wypadków niebieszczejące lub zieleniejące pod wpływem ucisku lub uszkodzenia. Trzon gładki lub podłużnie pasmowany, sporadycznie u pewnych odmian siatkowany, smuklejszy niż u borowików (Boletus). Zarodniki gładkie lub wzdłużnie prążkowane.

## Systematyka i nazewnictwo
Pozycja w klasyfikacji według Index Fungorum: Boletaceae, Boletales, Agaricomycetidae, Agaricomycetes, Agaricomycotina, Basidiomycota, Fungi.
Rodzaj Xerocomellus został wyodrębniony przez Josefa Šutarę w artykule „Xerocomus s.l. in the light of the present state of knowledge” opublikowanym w Czech Mycology z 2008 r. Przeniósł on do tego rodzaju 9 gatunków zaliczanych wcześniej do podgrzybków (Xerocomus) lub borowików (Boletus). Powodem tego były zarówno wyniki jego własnych mikroskopowych badań porównawczych, jak i wcześniejszych, filogenetycznych, prowadzonych m.in. przez Manfreda Bindera i Davida Hibbetta. W 2011 Wolfgang Klofac w artykule „Rotfußröhrlinge (Gattung Xerocomellus) in aktueller Sicht” opublikowanym w Österreichische Zeitschrift für Pilzkunde przeniósł kolejne trzy gatunki do tego rodzaju.
W 2021 Komisja ds. Polskiego Nazewnictwa Grzybów Polskiego Towarzystwa Mykologicznego zarekomendowała używanie nazwy suchogrzybek.

## Gatunki
- Xerocomellus chrysenteron (Bull.) Šutara 2008 – suchogrzybek złotopory
- Xerocomellus cisalpinus (Simonini et al.) Klofac 2011 – suchogrzybek zmienny
- Xerocomellus dryophilus (Thiers) N. Siegel, C.F. Schwarz & J.L. Frank 2014
- Xerocomellus fennicus (Harmaja) Šutara (2008) – suchogrzybek jaskrawy
- Xerocomellus marekii (Šutara & Skála) Šutara 2008
- Xerocomellus porosporus (G. Moreno & Bon) Šutara 2008 – suchogrzybek obciętozarodnikowy
- Xerocomellus pruinatus (Fr.) Šutara (2008) – suchogrzybek oprószony
- Xerocomellus ripariellus (Redeuilh) Šutara (2008) – suchogrzybek przybrzeżny
- Xerocomellus truncatus (Singer, Snell & E.A. Dick) Klofac 2011
- Xerocomellus zelleri (Murrill) Klofac (2011)

Wykaz gatunków (nazwy naukowe) na podstawie Index Fungorum. Obejmuje on wszystkie gatunki występujące w Polsce i niektóre inne. Uwzględniono tylko gatunki zweryfikowane o potwierdzonym statusie.